# Богданов, Георгий Николаевич
Гео́ргий Никола́евич Богда́нов (19 декабря 1917  [1 января 1918], Екатеринбург, Пермская губерния — неизвестно) — советский футболист, нападающий.

## Карьера
Выступал за свердловское «Динамо» до марта 1939 года, затем был приглашён в Москву. Дебютировал в чемпионате СССР 12 мая 1939 года во встрече с тбилисским «Динамо». Всего за клуб Богданов сыграл 2 матча в этом сезоне, после чего перешёл в стан минских одноклубников.